# Kühn (Familienname)
Kühn (= tapfer, auch ohne Umlaut in der Schreibung Kuehn) ist ein im deutschen Sprachraum (vor allem in Deutschland und Österreich) verbreiteter Familienname.

## Namensträger

### A
- Achim Kühn (* 1942), deutscher Bildhauer und Kunstschmied
- Adolf Kühn (1886–1968), deutscher Politiker (CDU)
- Albert Kühn (1938–2017), deutscher Fußballspieler
- Alexander Kühn (Maler) (* 1956), deutscher Maler
- Alexander Kühn (* 1975), deutscher Journalist
- Alexander Kühn (* 1982), deutsches Model und Reality-TV-Teilnehmer, siehe Alexander Keen
- Alfred Kühn (1885–1968), deutscher Zoologe und Genetiker
- Alfred Kühn (Politiker) (1920–1999), deutscher Gewerkschafter und Politiker (SPD), MdL Saarland
- Andrea Kühn (* 1970), deutsche Neurologin, Neurophysiologin und Hochschullehrerin
- Andreas Kühn (Geistlicher) (1624–1702), deutscher Geistlicher
- Andreas Kühn (Politiker) (* 1968), deutscher Politiker (CDU)
- Andrew J. Kuehn (1937–2004), US-amerikanischer Filmproduzent und Regisseur
- Anke Kühn (* 1981), deutsche Hockeyspielerin
- Artur Kühn (1883–1944), deutscher Schlosser und Kunstschmied
- August Kühn (Politiker) (1846–1916), deutscher Politiker (SPD)
- August Kühn (Schriftsteller) (1936–1996), deutscher Schriftsteller
- Aurelio José Kühn Hergenreder (* 1938), argentinischer Ordensgeistlicher
- Axel Kühn (Saxophonist) (1963–2024), deutscher Saxophonist
- Axel Kühn (Bobfahrer) (* 1967), deutscher Bobfahrer
- Axel Kühn (Jazzbassist) (* 1981), deutscher Jazz-Bassist

### B
- Balthasar Kühn (1615–1667), deutscher Buchdrucker
- Beate Kühn, deutsche Handballspielerin
- Benedikt Kühn (1777–1854), badischer Generalmajor
- Benno Kühn (1865–1949), deutscher Geologe und Hochschullehrer
- Benno Kühn (Architekt) (1875–1936), deutscher Architekt und Baubeamter
- Bernard Julius Otto Kuehn, deutscher Spion
- Bernd Kühn (* 1968), deutscher Sportagenturgründer
- Bernhard Kühn (1838–1917), deutscher Architekt und Hochschullehrer
- Bodo Kühn (1912–2012), deutscher Schriftsteller
- Bruno Kühn (1901–1944), deutscher Widerstandskämpfer

### C
- C. H. Walther Kühn (1895–1970), österreichischer Maler und Grafiker
- Carl Kühn (Sänger) (1797–1872), deutscher Opernsänger (Bass/Bariton)
- Carl Kühn (Architekt) (1873–1942), deutscher Architekt und Baubeamter
- Carl Amandus Kühn (1783–1848), deutscher Geologe
- Carl Heinrich Walther Kühn (1895–1970), österreichischer Maler und Grafiker, siehe C. H. Walther Kühn
- Carolus Gottlob Kühn, siehe Karl Gottlob Kühn
- Christa Kühn (* 1963), deutsche Veterinärmedizinerin und Hochschullehrerin für Genetik der Krankheitsresistenz
- Christian Kühn (Bergbauingenieur) (1871–1950), deutscher Bergbauingenieur
- Christian Kühn (Politiker) (* 1979), deutscher Politiker (Bündnis 90/Die Grünen)
- Christian Kühn (Schauspieler) (* 1982), deutscher Schauspieler und Komiker
- Christian Achim Kühn (* 1981), deutscher Fusionmusiker
- Christian Gottlieb Kühn (1780–1828), deutscher Bildhauer
- Christine Kühn (1953–2011), deutsche Malerin und Zeichnerin
- Christoph Kühn (Regisseur) (* 1955), Schweizer Filmregisseur
- Christoph Kühn (Theologe) (* 1963), deutscher römisch-katholischer Priester
- Christoph Kühn (Politiker) (* 1964), deutscher Politiker (FDP)
- Christoph Friedrich Kühn (1711–1761), deutscher Mediziner
- Clemens Kühn (* 1945), deutscher Musiktheoretiker
- Claudia Kühn (Schriftstellerin) (* 1969), deutsche Schriftstellerin
- Claudia Kühn (Schauspielerin) (* 1969), deutsche Schauspielerin
- Claus Kühn (1924–2016), deutscher Journalist
- Coco Kühn (* 1971), deutsche Installationskünstlerin und Kuratorin
- Coenraad Kühn (* 2002), namibischer Leichtathlet
- Cornelia Kühn-Leitz (1937–2016), deutsche Schauspielerin und Rezitatorin

### D
- Daniel Jaakov Kühn (* 1972), deutscher Schriftsteller und Veranstalter
- Daniela Kühn (* 1973), deutsche Mathematikerin
- Dankwart Kühn (* 1934), deutscher Restaurator, Maler und Grafiker
- Detlef Kühn (* 1936), deutscher Politiker, Journalist und Publizist
- Detlef Kühn (* 1959), deutscher Ringer
- Dieter Kühn (Schriftsteller) (1935–2015), deutscher Schriftsteller
- Dieter Kühn (Fußballspieler) (* 1956), deutscher Fußballspieler

### E
- Eberhard Kühn (1931–2015), deutscher Architekt
- Elsie Kühn-Leitz (1903–1985), deutsche Juristin und Mäzenin
- Emil Kühn (* 1938), deutscher Fußballspieler
- Enrico Kühn (* 1977), deutscher Bobfahrer
- Erich Kühn (Schriftsteller, 1878) (1878–1938), deutscher Schriftsteller und Redakteur
- Erich Kühn (Schriftsteller, 1887) (1887–1953), deutscher Schriftsteller und Politiker (CDU)
- Erich Kühn (Architekt) (1902–1981), deutscher Architekt und Stadtplaner
- Erich Kühn (Maueropfer) (1903–1965), Todesopfer an der Berliner Mauer
- Erich Otto Kühn (1902–1979), deutscher evangelischer Pfarrer
- Ernst Kühn (1859–1943), deutscher Architekt

### F
- Frank Kühn (* 1962), deutscher Radrennfahrer
- Franz Kühn (Fotograf) († um 1915), deutscher Fotograf
- Franz Kühn (Politiker), deutscher Politiker, MdL Sachsen-Altenburg
- Franz Kühn (Geograph) (auch Franz Kuehn; 1876–1945), deutscher Geograph
- Franz Kühn (Fußballspieler) (* 1937), deutscher Fußballspieler
- Freya Stephan-Kühn (1943–2001), deutsche Pädagogin und Autorin
- Friedrich Kühn (Drucker) (1822–1885), deutscher Drucker
- Friedrich Kühn (Bildhauer) (1854–1937), deutscher Bildhauer
- Friedrich Kühn (General) (1889–1944), deutscher General der Panzertruppe
- Friedrich Kühn (Politiker) (1907–1979), deutscher Politiker (CDU)
- Frithjof Kühn (* 1943), deutscher Politiker (CDU)
- Fritz Kühn (Autor) (1883–1968), deutscher Autor
- Fritz Kühn (1910–1967), deutscher Kunstschmied und Fotograf
- Fritz E. Kühn (* 1965), deutscher Chemiker

### G
- Gabriele Kühn (* 1957), deutsche Ruderin
- Gary Kuehn (* 1939), US-amerikanischer Grafiker und Bildhauer
- Georg Kühn (1858–1924), deutscher Unternehmer
- Gerd Kühn (* 1968), deutscher Fußballspieler
- Gerhard Kühn (1910–1982), deutscher Textilkaufmann, Einzelhändler und Politiker (LDPD), MdV
- Gisela Kühn-Etzel (1880–1918), deutsche Schriftstellerin und Übersetzerin, siehe Gisela Etzel
- Gottfried Kühn (1912–2002), deutscher Garten- und Landschaftsarchitekt
- Guido Kühn (* 1966), deutscher Hochschullehrer
- Günter Kühn (Schriftsteller) (* 1933), deutscher Mundartschriftsteller und Regisseur
- Günter Kühn (Historiker) (* 1934), deutscher Historiker, Germanist und Herausgeber
- Günter Kühn (Agrarwissenschaftler) (* 1935), deutscher Agrarwissenschaftler und Hochschullehrer
- Günter Kühn (Künstler) (* 1946), deutscher Künstler und Kunsterzieher
- Günther Kühn (1898–1960), deutscher Wirtschaftswissenschaftler und Hochschullehrer
- Gustav Kühn (Buchdrucker) (1794–1868), deutscher Buchdrucker und Verleger
- Gustav Kühn (Agronom) (1840–1892), deutscher Agrikulturchemiker
- Gustav Kühn (Maler) (1872–1951), deutscher Pädagoge und Landschaftsmaler

### H
- Hans Kühn (Anthroposoph) (1889–1977), deutscher Kaufmann und Anthroposoph
- Hans Kühn (Komponist) (1908–2009), deutscher Komponist und Heimatsänger
- Hans Adolf Kühn (1914–1999), deutscher Internist und Hochschullehrer
- Hans-Joachim Kühn (* 1958), deutscher Historiker
- Harald Kühn (Rennfahrer), deutscher Rennfahrer
- Harald Kühn (Politiker) (* 1963), deutscher Politiker (CSU)
- Hartmut Kühn (* 1947), deutscher Historiker und Übersetzer aus dem Polnischen
- Heinrich Kühn (Mathematiker) (1690–1769), deutscher Mathematiker und Naturwissenschaftler
- Heinrich Kühn (Entomologe) (1860–1906), deutscher Naturalienhändler, Forschungsreisender und Entomologe
- Heinrich Kühn (Fotograf) (1866–1944), österreichischer Fotograf
- Heinrich Kühn (Politiker) (1894–1981), deutscher Politiker (SPD), MdA Berlin
- Heinrich Gottlieb Kühn (1788–1870), deutscher Arkanist und Erfinder
- Heinz Kühn (1912–1992), deutscher Politiker (SPD), Ministerpräsident des Landes Nordrhein-Westfalen
- Helga Kühn-Mengel (* 1947), deutsche Politikerin (SPD), Mitglied des Deutschen Bundestages
- Helga-Maria Kühn (* 1933), deutsche Archivarin und Historikerin
- Herbert Kuehn (1883–1968), Richter am Bundesfinanzhof
- Herbert Kühn (Prähistoriker) (1895–1980), deutscher Prähistoriker, Religionswissenschaftler, Kunsthistoriker und Philosoph
- Herbert Kühn (Bildhauer) (1910–1976), deutscher Bildhauer
- Herbert Kühn (Marineoffizier) (1919–1990), deutscher Marineoffizier
- Hermann Kühn (Architekt) (1849–1902), deutscher Architekt, Kunstgewerbler und Direktor der Kunstgewerbeschule Breslau
- Hermann Kühn (Politiker) (1851–1937), deutscher Politiker und Staatssekretär
- Hermann Kühn (Restaurator) (1932–2019), deutscher Restaurator
- Hildegard Kühn (1937–2006), deutsche Schauspielerin

### I
- Ingolf Kühn (Künstler) (* 1953), deutscher Maler
- Ingolf Kühn (* 1967), deutscher Biologe und Hochschullehrer
- Ingrid Kühn (* 1943), deutsche Germanistin
- Iris Riedel-Kühn (* 1954), deutsche Tennisspielerin
- Irmgard Kühn (* 1933), deutsche Malerin und Grafikerin
- Isolde Kühn (1953–2014), deutsche Schauspielerin und Regisseurin

### J
- Jo Kuehn (Josef Kühn; Joseph Kühn; * 1945), österreichischer Maler
- Joachim Kühn (* 1944), deutscher Jazzpianist
- Joachim Kühn (Fußballspieler) (* 1955), deutscher Fußballspieler
- Johann Kühn (Pädagoge) (1603–1680), deutscher Pädagoge
- Johann Kühn (Mathematiker) (1619–1676), deutscher Mathematiker
- Johann Kühn (NS-Opfer) (1897–1945), deutscher Parteifunktionär (SPD) und Opfer des Nationalsozialismus
- Johann Kühn (Physiker) (* 1946), deutscher Physiker und Hochschullehrer
- Johanna Kühn (1892–1978), deutsche Politikerin (SPD), Mitglied der Stadtverordnetenversammlung von Groß-Berlin
- Johannes Kühn (Historiker) (1887–1973), deutscher Historiker
- Johannes Kühn (Schriftsteller) (1934–2023), deutscher Schriftsteller
- Johannes Kühn (Schauspieler) (* 1981), deutscher Schauspieler und Sprecher
- Johannes Kühn (Biathlet) (* 1991), deutscher Biathlet
- Jonas Kühn (* 2002), deutscher Fußballspieler
- Jörg Kühn (Illustrator) (1940–1964), Schweizer Tierillustrator
- Jörg Kühn (* 1952), deutscher Architekt und Hochschullehrer
- Josef von Kühn (1833–1913), österreichischer Philanthrop
- Josef Kühn (Maler) (1872–1933), deutscher Maler und Konservator
- Joseph Kühn (Maler) (* 1945), österreichischer Maler und Holzschneider
- Joseph-Hans Kühn (1911–1994), deutscher Klassischer Philologe
- Julius Kühn (Agrarwissenschaftler) (1825–1910), deutscher Agrarwissenschaftler
- Julius Kühn (Handballspieler) (* 1993), deutscher Handballspieler
- Julius Albert Kühn (1887–1970), Lehrer, Schriftsteller und Literaturhistoriker

### K
- Karl Kühn (Ingenieur) (1894–1962), deutscher Ingenieur und Hochschullehrer
- Karl Kühn (Radsportler) (1904–1986), österreichischer Radrennfahrer
- Karl Kühn (Architekt) (* 1981), österreichischer Architekt und Fotograf
- Karl Friedrich Kühn (1884–1945), deutsch-böhmischer Architekt, Denkmalpfleger und Kunsthistoriker
- Karl Gottlob Kühn (Carl Gottlob Kühn; 1754–1840), deutscher Mediziner und Medizinhistoriker
- Karl Herbert Kühn (1895–1968), deutscher Journalist, Redakteur und Feuilletonist
- Karl Theodor Kühn (1908–nach 1970), deutscher Physiker und Orgelbauer
- Karl Wilhelm Kühn (1852–nach 1914), deutscher Organist, Komponist und Musikdirektor
- Karsten Kühn (* 1989), deutscher Schauspieler
- Katharina Kühn (Basketballspielerin) (* 1980), deutscher Basketballspielerin
- Katharina Kühn (Journalistin), deutsche Journalistin
- Klaus Kühn (Biochemiker) (1927–2022), deutscher Biochemiker
- Klaus Kühn (Schauspieler) (* vor 1968), deutscher Schauspieler
- Klaus-Dieter Kühn (1949–2023), Funktionär des deutschen Bevölkerungsschutzes
- Knut Kühn-Leitz (1936–2020), deutscher Unternehmer
- Kristian Kühn, deutscher Regisseur und Drehbuchautor
- Kurt Kühn (Maler) (1880–1957), deutscher Maler
- Kurt Kühn (Radsportfunktionär) (1895–1966), Präsident des Bundes Deutscher Radfahrer
- Kurt Kühn (Politiker) (1898–1963), deutscher Gewerkschafter und Politiker (KPD, SED)
- Kurt-Hermann Kühn (1926–1989), deutscher Maler und Grafiker

### L
- Lenore Ripke-Kühn (1878–1955), deutsche Publizistin
- Lotte Kühn, Geburtsname von Lotte Ulbricht (1903–2002), deutsche Politikerin (SED)
- Lotte Kühn, Pseudonym von Gerlinde Unverzagt (* 1960), deutsche Journalistin und Autorin
- Louis Kuehn (Wasserspringer) (1901–1981), US-amerikanischer Wasserspringer
- Louis Kuehn (Bischof) (1922–2008), römisch-katholischer Bischof von Meaux
- Ludwig Kühn (Maler) (1859–1936), deutscher Maler und Radierer
- Ludwig Kühn (Rundfunkpionier) (1884–1962), deutscher Ingenieur
- Ludwig Kühn (Politiker) (1893–1977), deutscher Politiker (SPD, KPD)
- Lutz Kühn (1951–2023), deutscher Politiker (SPD)

### M
- Manfred Kühn, deutscher Basketballspieler
- Margarete Kühn (Unternehmerin) (1888–1977), deutsche Unternehmerin, Mitgründerin von Wendt & Kühn
- Margarete Kühn (Historikerin) (1894–1986), deutsche Historikerin
- Margarete Kühn (Kunsthistorikerin) (1902–1995), deutsche Kunsthistorikerin
- Maria Kühn (* 1982), deutsche Rollstuhlbasketballspielerin
- Maria Kühn-Ludewig (* 1948), deutsche Bibliothekarin und Buchhistorikerin
- Marianne Kühn (1914–2005), deutsche Politikerin (SPD) und Kunstmäzenin
- Marianne Kühn-Berger (1927–2016), deutsche Modejournalistin, Designerin und Malerin
- Markus Kühn (* 1973), deutscher Autor von Finanzratgebern, Rechtsanwalt und Finanzberater
- Max Kühn (1877–1944), deutsch-böhmischer Architekt
- Michael Kühn (* 1963), deutscher Fußballspieler
- Michel Kuehn (1923–2012), französischer Geistlicher, Bischof von Chartres
- Miriam Kühn, deutsche Kunsthistorikerin

### N
- Nicola Wolf-Kühn (* 1960), deutsche Sozialmedizinerin und Hochschullehrerin
- Nicolas Kühn (* 2000), deutscher Fußballspieler

### O
- Othmar Kühn (Paläontologe) (1892–1969), österreichischer Paläontologe und Hochschullehrer
- Othmar Kühn, österreichischer Harmonikabauer, siehe Steirische Harmonika #Othmar Kühn
- Otto Kühn (1871–nach 1934), deutscher Politiker, sächsischer Landtagsabgeordneter und Innenminister
- Otto Bernhard Kühn (1800–1863), deutscher Chemiker

### P
- Paul Kühn (Bibliothekar) (1866–1912), deutscher Bibliothekar
- Paul Kühn (Unternehmer) (1908–1980), deutscher Unternehmer und Firmengründer (Bayern Express & P. Kühn Berlin)
- Paul J. Kühn (* 1940), deutscher Ingenieur und Hochschullehrer
- Peter Kühn (Fotograf) (* 1940), deutscher Fotograf
- Peter Kühn (Germanist) (* 1949), deutscher Sprachwissenschaftler
- Peter Kühn (Schachspieler) (* 1976), deutscher Schachspieler
- Peter Kühn, eigentlicher Name von Peter Bold (* 1978), deutscher Zauberkünstler und Sänger
- Philipp Kühn (Fußballspieler) (* 1992), deutscher Fußballtorwart
- Philipp-Sebastian Kühn (* 1977), deutscher Politiker (SPD)

### R
- Regine Kühn (geb. Regine Walter; * 1941), deutsche Drehbuchautorin
- Richard Kühn, deutscher Fußballspieler
- Robert Kühn (1911–1997), deutscher Salzmineraloge und Salzpetrograph
- Rolf Kühn (Musiker) (1929–2022), deutscher Jazzklarinettist
- Rolf Kühn (Philosoph) (* 1944), deutscher Philosoph
- Rosa Kühn (* 1928), deutsche Malerin
- Rudi Kühn (Radsportler), deutscher Radrennfahrer
- Rudi Kühn (1927–2012), deutscher Musiker, Chorleiter, Dirigent und Komponist
- Rudolf Kühn (Architekt) (1886–1950), deutscher Architekt
- Rudolf Kühn (Orgelbauer) (1898–1952), deutscher Orgelbauer
- Rudolf Kühn (Astronom) (1926–1963), deutscher Astronom

### S
- Sabine Kühn (* 1966), deutsche Moderatorin, Produzentin und Schauspielerin
- Siegfried Kühn (Jurist) (1895–1972), deutscher Jurist und Politiker (CDU)
- Siegfried Kühn (Regisseur) (* 1935), deutscher Theater- und Filmregisseur
- Simone Kühn (* 1981), deutsche Psychologin und Hochschullehrerin
- Sophie von Kühn (1782–1797), Verlobte von Novalis
- Stefanie Kühn (* 1973), deutsche Autorin
- Stephan Kühn (* 1979), deutscher Politiker (Bündnis 90/Die Grünen)
- Susanne Kühn (* 1969), deutsche Malerin

### T
- Theodor Kühn (1901–1985), deutscher evangelischer Pfarrer
- Thomas Kühn (* 1943), deutscher Fußballspieler
- Thomas Kühn (Mathematiker) (* 1952), deutscher Mathematiker und Hochschullehrer
- Thomas Kühn (Psychologe) (* 1971), deutscher Sozialpsychologe

### U
- Ulrich Kühn (Konsul) (1690–1757), Kaufmann in Sankt Petersburg und preußischer Konsul
- Ulrich Kühn (Theologe) (1932–2012), deutscher Theologe
- Ulrich Kühn (Fußballspieler) (* 1951), deutscher Fußballspieler

### V
- Volker Kühn (Regisseur) (1933–2015), deutscher Regisseur, Produzent und Autor
- Volker Kühn (Künstler) (1948–2023), deutscher Grafiker und Plastiker
- Volkmar Kühn, Pseudonym des deutschen Autors Franz Kurowski (1923–2011)
- Volkmar Kühn (* 1942), deutscher Bildhauer

### W
- Walter Kühn (Marineingenieur) (1890–1944), deutscher Konteradmiral (Ing.)
- Walter Kühn (General) (1893–1984), deutscher Generalmajor
- Walter Kühn (Jurist) (1902–1980), deutscher Jurist
- Walter Kühn (Chemiker) (1917–1972), Schweizer Chemiker
- Walter Kühn (Admiral) (1920–nach 1990), deutscher Admiral
- Walther Kühn (1892–1962), deutscher Politiker (FDP)
- Werner Kühn (* 1958), deutscher Eishockeyspieler
- Wilhelm Kühn (1800–1860), deutscher Pädagoge und Schriftsteller
- Wolfgang Kühn (Mediziner, 1906) (1906–1958), deutscher Mediziner und Widerstandskämpfer gegen den Nationalsozialismus
- Wolfgang Kühn (Wirtschaftswissenschaftler) (* 1934), deutscher Wirtschaftswissenschaftler
- Wolfgang Kühn (Jurist) (* 1941), deutscher Jurist und Anwalt, siehe Heuking
- Wolfgang Kühn (Mediziner, 1946) (* 1946), deutscher Gynäkologe, Pathologe und Hochschullehrer
- Wolfgang Kühn (Physiker) (* 1952), deutscher Physiker und Hochschullehrer
- Wolfgang Kühn (Mediziner, 1966) (Ernst Wolfgang Kühn; * 1966), deutscher Mediziner
- Wolfram Kühn (Radsportler) (* 1950), deutscher Radsportler
- Wolfram Kühn (Admiral) (* 1952), deutscher Admiral

### X
- Xenia Kühn (* 1981), deutsche Politikerin (CDU), MdL Sachsen-Anhalt